# Monongahela National Forest

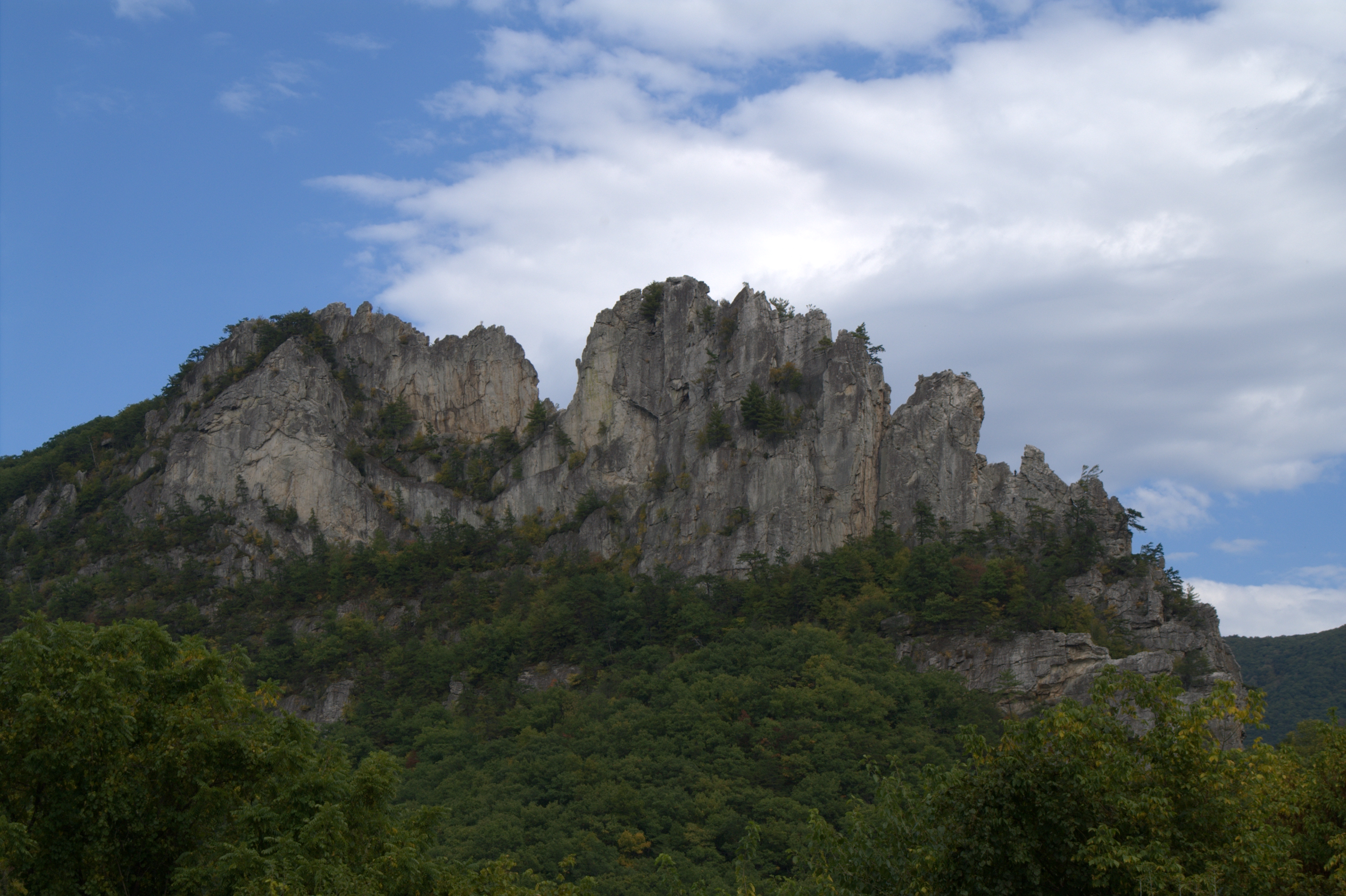
Seneca Rocks w Monongahela National Forest

Monongahela National Forest (Las narodowy Monongahela) to obszar chroniony w amerykańskim stanie Wirginia Zachodnia. Został ustanowiony 28 kwietnia 1920 roku i zajmuje powierzchnię 3683 km².
Las zarządzany jest przez Służbę Leśną Stanów Zjednoczonych.